# Mickelskärsfjärden
Mickelskärsfjärden är en fjärd i Finland. Den ligger i landskapet Nyland, i den södra delen av landet, 26 km sydväst om huvudstaden Helsingfors.